# كريس هوكينز
كريس هوكينز (بالإنجليزية: Chris Hawkins)‏ هو لاعب كرة قدم أمريكية أمريكي، ولد في 12 أبريل 1986 في ووكر في الولايات المتحدة.

## وصلات خارجية
- كريس هوكينز على موقع مرجع كرة القدم المحترفة.كوم (الإنجليزية)